# Ischnocnema sambaqui
Ischnocnema sambaqui é uma espécie de anfíbio  da família Brachycephalidae. Endêmica do Brasil, onde pode ser encontrada nos municípios de Guaraqueçaba, Piraquara e Morretes, no estado do Paraná.